# Leanid Kučuk
Leanid Stanislavavič Kučuk (in bielorusso Леанід Станіслававіч Кучук?, traslitterazione anglosassone: Leonid Stanislavovich Kuchuk ; Minsk, 27 agosto 1959) è un allenatore di calcio ed ex calciatore bielorusso, di ruolo difensore.

## Carriera

### Giocatore
Ha cominciato la sua carriera nella Dinamo Minsk con cui disputò solo tre gare in Coppa dell'URSS. nel 1980 ha esordito in campionato con il Gomel, club della terza serie sovietica in cui ha giocato per 9 stagioni, totalizzando 285 presenze e segnando 7 reti.
Ha poi giocato dal 1989 con il KIM Vicebsk, club anch'esso di terza serie, che retrocesse al termine di quella stagione; l'anno seguente, grazie al secondo posto nel Girone 6 di Vtoraja Nizšaja Liga, tornò in terza serie; vi rimase fino al 1991.
Nel 1992 passò al Maladzečna con cui esordì nella massima serie del campionato bielorusso e con cui rimase fino al 1994. Nel 1994-1995 giocò con l'Ataka Minsk, club di seconda serie con cui riuscì ad ottenere immediatamente la promozione in Vyšėjšaja Liha.
Nel 1998 ha chiuso la carriera con la Dinamo-93 Minsk che fallì a stagione in corso.

### Allenatore
Con la stessa Dinamo-93 Minsk ha intrapreso la carriera di allenatore.
Dopo aver allenato il Maladzečna (altra sua ex squadra), è stato tecnico dello Sheriff Tiraspol con cui ha vinto sei campionati, tre coppe e tre supercoppe.
In seguito ha diretto in Russia e Ucraina le squadre del Saljut Belgorod, Arsenal Kiev, Lokomotiv Mosca, Kuban' (in due periodi), Stal' Kam"jans'ke, Rostov (dal 9 giugno al 6 dicembre 2017) e Ruch Vynnyky.
Nell'estate 2021 fa ritorno in Ucraina per guidare il Rukh L'viv, rimanendovi fino al suo esonero avvenuto nel febbraio del 2023.

## Palmarès

### Allenatore

#### Club
- Campionato moldavo: 6

Sheriff Tiraspol: 2003-2004, 2004-2005, 2005-2006, 2006-2007, 2007-2008, 2008-2009
- Coppa di Moldavia: 3

Sheriff Tiraspol: 2005-2006, 2007-2008, 2008-2009
- Supercoppa di Moldavia: 3

Sheriff Tiraspol: 2004, 2005, 2007
- Coppa dei Campioni della CSI: 2

Sheriff Tiraspol: 2009

#### Individuale
- Allenatore moldavo dell'anno: 1

2009